# India Walton

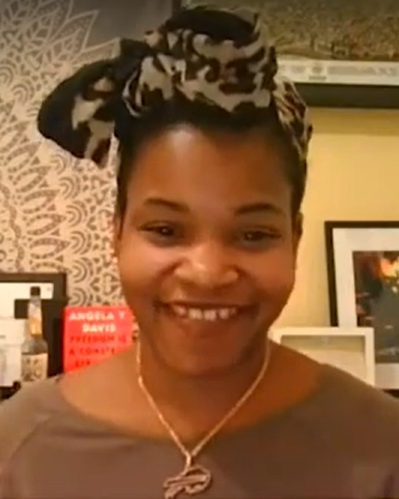
India Walton

India Walton (geboren am 14. Juni 1982) ist eine US-amerikanische Aktivistin und Politikerin. Sie trat im November 2021 für die Demokraten als Kandidatin bei der Bürgermeisterwahl in Buffalo, New York an, unterlag jedoch schließlich ihrem Kontrahenten, Byron Brown. Da sich Walton als Sozialistin identifiziert, sorgte ihre Nominierung für die demokratische Partei medial für Schlagzeilen. Im Falle eines Sieges wäre sie die erste bekennende Sozialistin an der Spitze einer US-amerikanischen Großstadt seit mehreren Jahrzehnten gewesen.

## Leben
India Walton wurde am 14. Juni 1982 in Buffalo, New York, geboren. Sie besuchte die Lorraine Elementary und die Leonardo da Vinci High School. Sie ist mit Vernon Walton Jr. verheiratet und Mutter von vier Kindern.
Im Alter von vierzehn Jahren brachte Walton ihr erstes Kind zur Welt. Mit neunzehn Jahren gebar sie Zwillingssöhne und verließ die High School ohne Abschluss. Während ihrer Schwangerschaft erwarb sie ein General Educational Development-Zertifikat und brachte später noch einen weiteren Sohn zur Welt. Sie machte 2007 einen Abschluss als Krankenpflegerin am SUNY Erie Community College und arbeitete in diesem Beruf bis 2017.

## Politische Laufbahn

### Aktivistin
Bereits mit 12 Jahren engagierte sie sich zusammen mit ihrer Mutter gegen die Rockefeller Drug Laws, welche Mindeststrafen für Drogendelikte in New York vorsahen und so die massenhafte Inhaftierung insbesondere Schwarzer Männer verschärften. Später war sie als Gewerkschafterin für Beschäftigte im Gesundheitsbereich sowie in der Armutsbekämpfung und für bezahlbaren Wohnraum engagiert. Außerdem führte sie die städtischen Black-Lives-Matter-Proteste gegen rassistische Polizeigewalt an. Als Aktivistin machte sie sich in der Stadt bekannt.

### Bürgermeisterwahl in Buffalo (2021)
Im Jahr 2021 trat India Walton bei den Vorwahlen der Demokraten für das Bürgermeisteramt in Buffalo an und forderte damit den seit vier Wahlperioden amtierenden Bürgermeister Byron Brown (ebenfalls Demokrat) heraus. Walton bezeichnet sich als demokratische Sozialistin und kritisierte den amtierenden Bürgermeister dafür, zu wenig gegen die Armut in der Stadt unternommen zu haben. Ziel ihrer Kampagne war es, „Macht und Ressourcen an die Basis und in die Hände der Menschen zu geben.“ Sie forderte während ihrer Kampagne, das Budget der Polizei zu reduzieren und das eingesparte Geld zur Bekämpfung der Jugendarbeitslosigkeit und für bezahlbaren Wohnraum zu verwenden. Außerdem wollte sie mehr Geld in Bildung investieren und die Rechte von Mietern stärken. Walton bekam Unterstützung von den Demokratischen Sozialisten Amerikas und der Working Families Party (WFP). Die Ortsgruppe der WFP unterstützte sie mit mehr als 400 Freiwilligen beim Aufbau der Wahlkampagne und beim Einsammeln von Spenden. Walton erhielt schließlich etwa 150.000 US-Dollar an Spenden von insgesamt über 2.800 Einzelpersonen, die Durchschnittsspende betrug knapp 50 Dollar. Demgegenüber standen dem Konkurrenten Brown eine halbe Million Dollar an Spenden zur Verfügung, teilweise von reichen Großspendern.
Sie setzte sich bei den Vorwahlen im Juni 2021 schließlich gegen Brown mit 52 % der Stimmen durch und galt damit zunächst für das Bürgermeisteramt prädestiniert, da in Buffalo seit Jahrzehnten die Demokraten den Bürgermeister stellen und die Republikaner (die andere Partei im Zweiparteiensystem der USA) auch keinen Gegenkandidaten mehr aufstellen. Sie wäre damit die erste Frau im Bürgermeisteramt von Buffalo und erste bekennende Sozialistin an der Spitze einer Großstadt seit Frank Zeidler, der bis in die 1960er in Milwaukee regierte, gewesen. Ihre Nominierung sorgte medial für Schlagzeilen.
Der in den Vorwahlen unterlegene Byron Brown kündigte jedoch an, dennoch als Kandidat zur Bürgermeisterwahl antreten zu wollen, indem er dazu aufrief, seinen Namen auf den Stimmzettel zu schreiben (eine sogenannte write-in campaign). Dabei wurde er auch von Geldgebern der Republikanischen Partei unterstützt, wie vom Immobilienentwickler Carl Paladino. Walton wurde zwar vom Vorsitzenden der Demokratischen Partei in Erie County, Jeremy Zellner, überstürzt, nicht jedoch von den Vorsitzenden des demokratischen Komitees in New York State, Kathy Hochul und Jay S. Jacobs. Überregionale Unterstützung erfuhr Walton vom Mehrheitsführer der Demokraten im US-Senat, Chuck Schumer sowie von Bernie Sanders und Alexandria Ocasio-Cortez
Walton unterlag schließlich ihrem Kontrahenten Brown bei der Wahl Anfang November 2021; die Ergebnisse wurden am 20. November verkündet. Die Working Families Party kritisierte schließlich das Demokratische Etablissement dafür, Walton nicht ausreichend unterstützt zu haben und mit Republikanern gemeinsame Sache gemacht zu haben, um die eigene Kandidatin zu verhindern.

### Working Families Party (2022)
Anfang 2022 wurde Walton von der Working Families Party zur Senior Beraterin für Sonderprojekte im Bundesstaat New York berufen. Ihre Themenschwerpunkte sind die staatliche Legislative, lokale Projekte in Buffalo und Rochester sowie die Anwerbung, Ausbildung, Wahl und Unterstützung politischer Kandidaten. Walton äußerte, sie wolle in dieser Position dabei helfen, die „Macht der multi-ethnischen Arbeiterklasse zu stärken und eine neue Generation progressiver Führungskräfte in diesem Staat zu wählen.“